# Новоукраїнка (Скадовський район)
Новоукраї́нка — село в Україні, у Скадовській міській громаді Скадовського району Херсонської області. Населення становить 495 осіб.

## Історія
Відповідно до Розпорядження Кабінету Міністрів України від 12 червня 2020 року № 726-р «Про визначення адміністративних центрів та затвердження територій територіальних громад Херсонської області» увійшло до складу Скадовської міської громади.
24 лютого 2022 року село тимчасово окуповане російськими військами під час російсько-української війни.

## Населення
Згідно з переписом УРСР 1989 року чисельність наявного населення села становила 458 осіб, з яких 210 чоловіків та 248 жінок.
За переписом населення України 2001 року в селі мешкало 495 осіб.

### Мовний склад
Рідна мова населення за даними перепису 2001 року:
| Мова       | Чисельність, осіб | Доля     |
| ---------- | ----------------- | -------- |
| Українська | 476               | 96,16 %  |
| Російська  | 18                | 3,64 %   |
| Інше       | 1                 | 0,20 %   |
| Разом      | 495               | 100,00 % |

## Відомі люди
- Матвєєв Євген Семенович (1922–2003) — актор, режисер, народний артист СРСР (1974)